# François de Charette
François de Charette (francès: François-Athanase Charette de La Contrie)  (Couffé, 2 de maig de 1763 - Nantes, 26 de març de 1796) fou un soldat i polític reialista francès. Va servir a l'Armada Reial Francesa durant la Guerra Revolucionària Americana i va ser un dels líders de la Revolta de La Vendée contra el règim revolucionari. El seu nebot Athanase-Charles-Marie Charette de la Contrie era un notori cap militar i net de Carles X l'últim rei de França.

## Biografia

### Activitats primerenques
Era un noble nascut a Couffé, arrondissement d'Ancenis, Charette va servir a l'Armada francesa sota Toussaint-Guillaume Picquet de la Motte, sobretot durant la Guerra d'Independència nord-americana, i es va convertir en tinent de vaisseau. Després de l'esclat de la Revolució Francesa, va abandonar la Marina el 1789 i va emigrar a Koblenz (Trier) el 1792 (un moviment comú per als aristòcrates reialistes). Ben aviat va tornar a França per viure a la seva propietat a La Garnache i es va convertir en un dels voluntaris reialistes que van ajudar a defensar el rei Lluís XVI i Maria Antonieta de danys físics durant l'atac de la multitud al Palau de les Tuileries (la Jornée del 10 d'agost); arrestat a Angers, fou alliberat per la intervenció de Charles François Dumouriez.

## Guerra de Vendée
El 1793, es va esclatar la Revolta a la Vendée contra la Primera República Francesa i els combatents camperols van demanar a Charette que fos el seu líder. Es va unir a Jacques Cathelineau després de la presa de Saumur el juny de 1793 i va lluitar en la majoria de les batalles de l'exèrcit catòlic i real. Va ser el principal cap en la victòria en la batalla de Saint-Colombin (1793) (7 de maig de 1793) i, el 19 de setembre de 1793, va participar en la victoriosa batalla de Tiffauges. Després ell i Louis Marie de Lescure havien marxat a Saint-Fulgent per perseguir a Jean-Baptiste Kléber, que s'havia escapat. Charette va obtenir una altra victòria sobre els republicans a la Primera Batalla de Noirmoutier. Alguns dels soldats capturats van participar en les massacres de Machecoul i una quarta part van ser executats per retribució per les tropes de Charette, contra les seves ordres. Després de la separació dels líders vendeams el setembre de 1793, ell i els seus homes es van retirar. Es va convertir en el líder de la Baja Vendée i va utilitzar amb èxit la guerra de guerrilles contra les tropes republicanes, capturant un camp republicà a Saint-Christophe-du-Ligneron, prop de Challans, però es va quedar sense subministraments i va ser atacat decisivament per les tropes de Nicolas Haxo. Atrapat a l'illa de Bouin, Charette, amb el company líder CouëtusUn local va informar d'una via d'escapament a l'illa. Deixant enrere tots els canons, municions, cavalls, refugiats i ferits, Charette, Couëtus i els seus homes van nedar pels pantans cap a Châteauneuf. Per casualitat, Charette es va reunir amb l'exèrcit de Joly, tant ell com Charette es van tornar a cercar Haxo, obtenir subministraments i distreure l'exèrcit republicà dels refugiats. Haxo després va atacar l'illa de Noirmoutier, amb Louis Turreau, que havia estat presa per Charette el mes abans, i després de prometre la vida als habitants si es rendien, contra el comandament d'Haxo, Turreau va matar la majoria d'homes, dones i nens a l'illa, als passos de l'església local (La capella de la Pitié), inclosa D'Elbée que s'havia refugiat allà després de patir 14 ferides a la batalla de Cholet.
Després d'això, l'exèrcit de Charette va tornar i va recollir reforços; La brutalitat revolucionària i les "Columnes Infernals" enviades per la Convenció per destruir la Vendée van obligar a molts camperols a unir-se a l'exèrcit de Charette per mera seguretat. Charette va obtenir una victòria a Saint-Fulgent, només per ser perseguit per amagar-se al bosc de Grala. Se'n va sortir per atacar els 'Brouzils'; el van ferir al braç, però es va mantenir fins al final de la contesa. Després d'obtenir menjar per al seu exèrcit de fam, Charette va ser portat a La Morière, un convent proper a Machecoul, per recuperar-se de la seva ferida; només va poder descansar allà uns dies quan la seva ubicació va ser traïda i els republicans van envoltar el convent. Advertit, va poder escapar, però van ser massacrades les monges i un gran nombre de refugiats que havien vingut amb l'exèrcit de Charette i s'havien amagat a l'església.

## Derrota

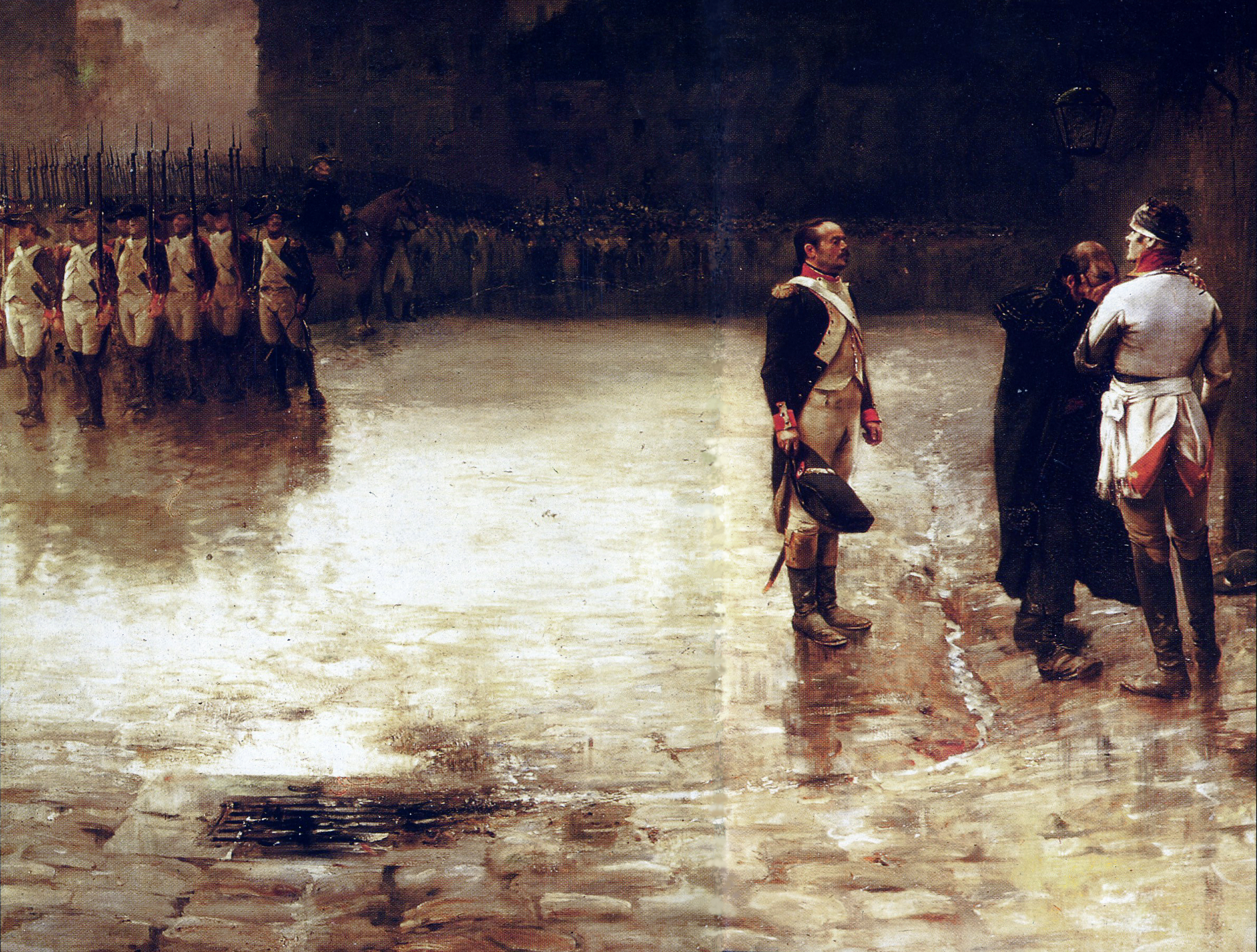
Execució de Charette

El 17 de febrer de 1795, després de ser introduïda per la seva germana, Charette va signar el tractat de La Jaunaye amb els emissaris de la Convenció nacional, que incloïa garanties de llibertat de religió i excloïa la prescripció dels camperols locals de la lleva en massa. Els republicans aviat van renegar dels termes del tractat i de la seva llibertat condicional, rebutjant les garanties de la llibertat religiosa; i van començar a reclutar de nou els camperols. També van assassinar milers de presos reialistes, inclòs el bisbe de Dol. Charette i els seus homes van tornar a la lluita al juliol i es van mudar per ajudar la planificada invasió a Quiberon de l'emigrant reialista francès amb assistència de la Marina Reial Britànica.
El comte d'Artois, el successor borbònic del tron de França, el va fer de tinent general i va donar ordres de preparar-se per a una devolució reial que, però, no va acabar. Charette es va mantenir fidel a l'antiga dinastia i a la religió catòlica, com ho van fer els seus homes i la majoria de la pagesia bandeja i vendesa. Ell, i tots els reialistes lleials, es van negar més tard a unir-se als liberals orléanistes. Després del fracàs de l'expedició de Quiberon, Charette i els seus homes van ser perseguits pel general Lazare Hoche. Charette va resultar ferit, però es va escapar. Tot i això, per manca de municions, finalment va ser capturat fora de La Chabotterie i portat a Nantes per un judici. Va ser condemnat a mort per un tribunal republicà i després portat a la plaça del poble en processó per a una execució pública disparant un escamot. S'ha erigit una placa i es manté encara sobre el lloc on va ser disparat. Avui, encara hi ha cerimònies commemoratives.
Segons una redacció contemporània a la revista Walker Hibernian, va ser Charette qui va dir que, a mode d'aconseguir reduir el nombre de morts per les quals va ser responsable, "Les truites no es fan sense trencar ous".
Charette va ser descrit per Napoleó com un gran personatge i cap militar que "traeix el geni".

## Representacions de pel·lícules i cultura popular
Charette és un personatge de l'episodi "Les granotes i les llagostes" de la sèrie / pel·lícula de televisió Hornblower. Charette és un general reialista a l'exili que, amb el suport de l' Armada Reial Britànica, intenta i no aconsegueix reunir els reialistes supervivents i aixecar un exèrcit a França per restaurar el rei al poder. A diferència del seu homòleg de la vida real, aquí és assassinat a la batalla defensant una fortificació capturada. També parla amb força l'anglès en l'adaptació televisiva.
Charette és el personatge principal i la seva història de vida es mostra a la producció de "La Dernier Panache" ("L'últim plom"), al parc temàtic francès, Puy Du Fou.